# Neolinognathus praelautus
Neolinognathus praelautus är en insektsart som beskrevs av Ferris 1922. Neolinognathus praelautus ingår i släktet Neolinognathus och familjen Neolinognathidae. Inga underarter finns listade i Catalogue of Life.